# Vestkustens Petroleum
Vestkustens Petroleum AB var ett svenskt oljedistributionsföretag.
Bolaget bildades 1895 med Anders Fredrik Lybeck som VD. Man köpte upp C. Barchmann & Co:is gamla upplagsplats i stadsdelen Rödjan på Hisingen, kallad Oljenäset, och anlade vid nuvarande Ryahamnen en för tiden modern anläggning för lossning av olja från fartyg och lagring i cisterner. Man hade även ett stort industriellt tunnbinderi, där man tillverkade oljefat för distributionen. Lagret kunde omfatta upp till 50.000 tomfat. Dessa rullades på en bana fram till "limningen", där fatens insida tätades med lim, varefter de målades med blå färg.     
Vestkustens Petroleum och var ett av flera regionala oljedistributionsföretag, som under det tidiga 1900-talet var återförsäljare av Branobel från Ryssland och Standard Oil från USA, senare Standard Oil of New Jersey. Efter det att Sovjetunionen 1920 förstatligat de ryska privata oljebolagen, var Vestkustens Petroleum återförsäljare endast för Standard Oil of New Jersey. Det ägdes också från 1910 av detta företag. Bolaget hade cisterner för petroleum vid Oljenäset och från 1899 även på Käringberget i Göteborg samt i Uddevalla, Kristinehamn, Motala och Jöänköping.
Företaget använde före 1910 varumärket Merkur, därefter Pratts till 1925 och senare Standard. De Standard Oil-ägda svenska bolagen, inklusive Vestkustens Petroleum, Stockholmsbaserade Krooks Petroleum AB, Malmöbaserade Skånska Petroleum AB och Kalmarbaserade Ostkustens Petroleum AB, sammanslogs 1934 till Svenska Petroleum AB Standard, senare namnändrat till Svenska Esso AB.

## Bilder från Oljenäset omkring 1903

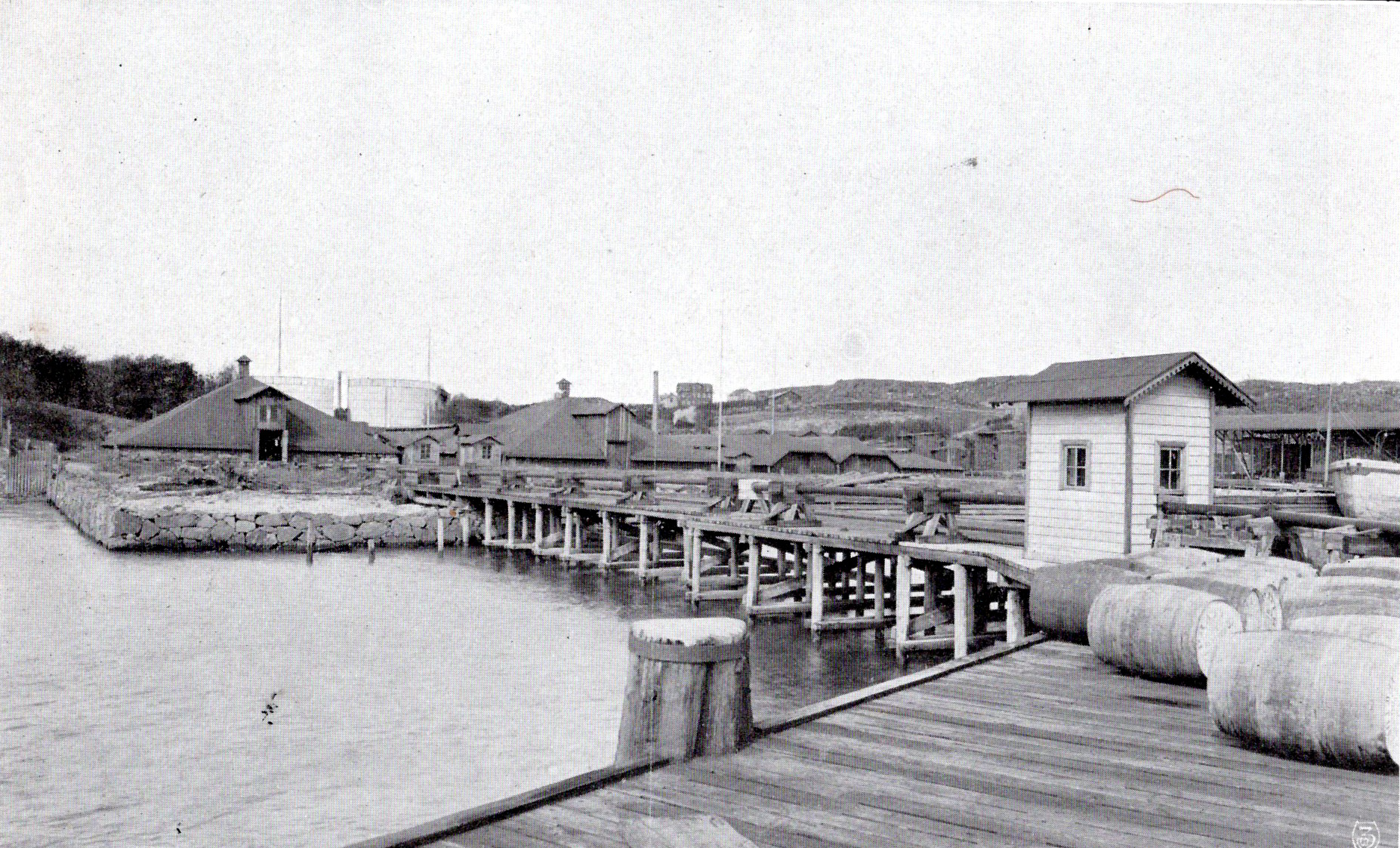
Oljenästet från Göta Älv
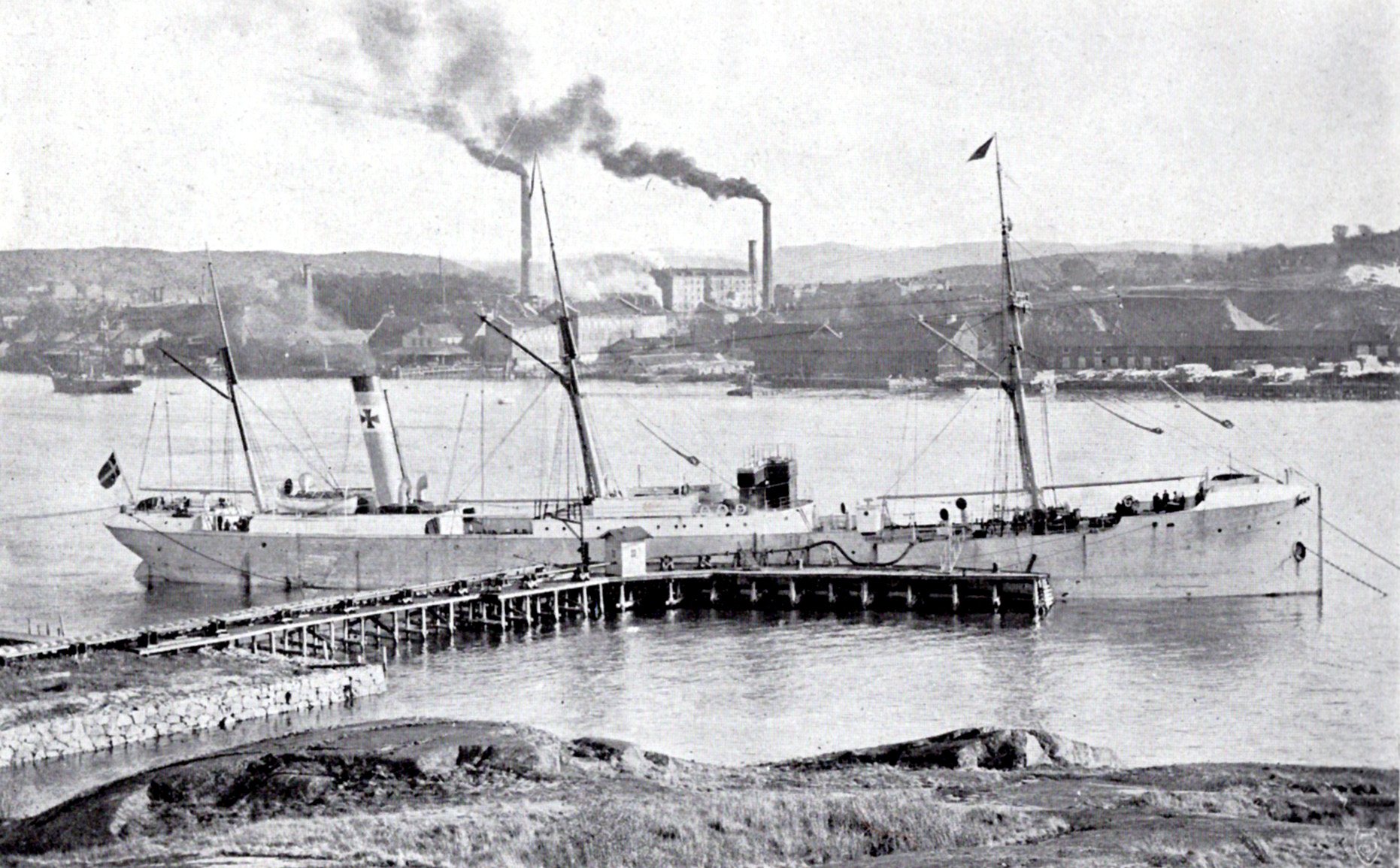
Tankångare lossas
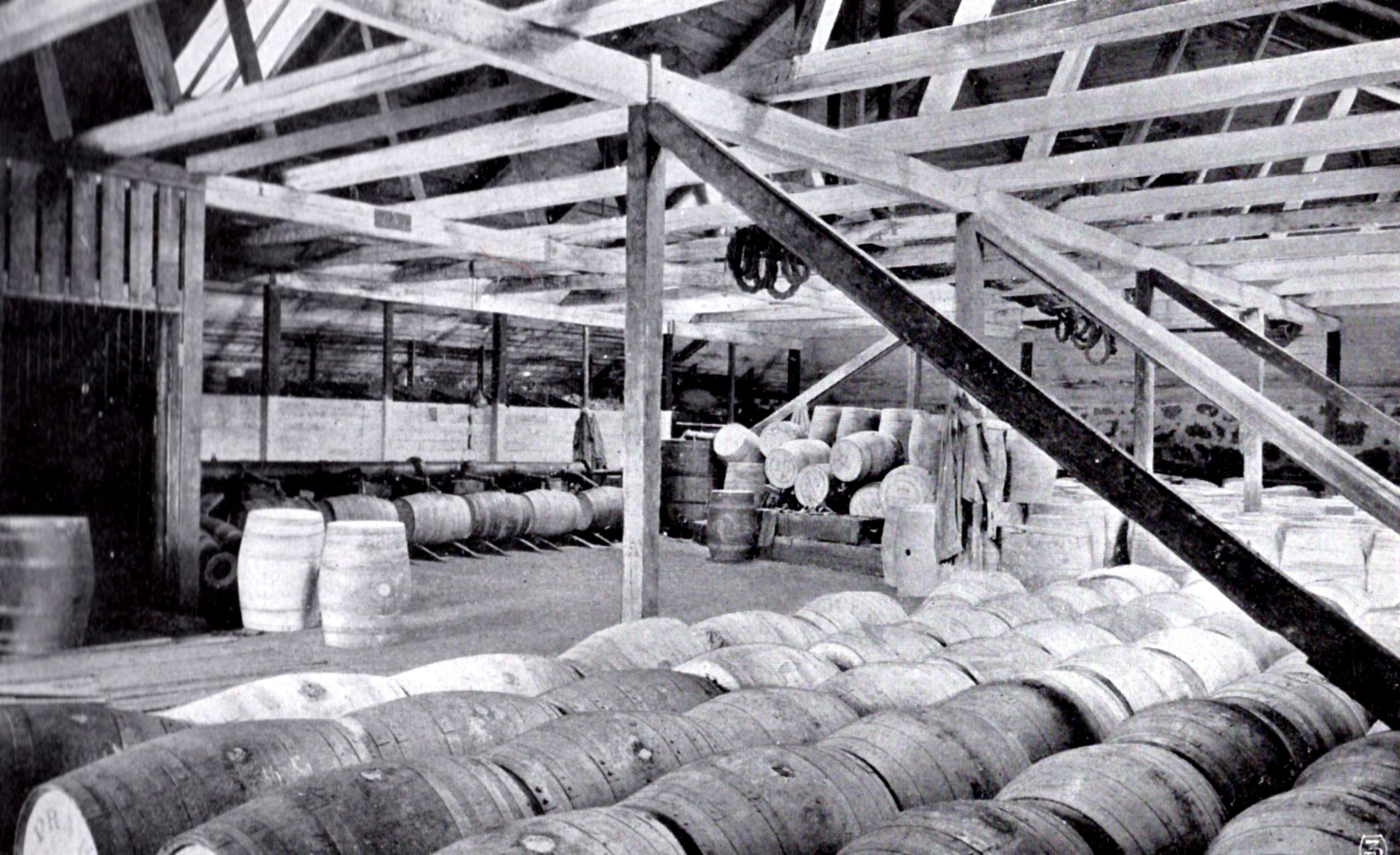
Tapphuset
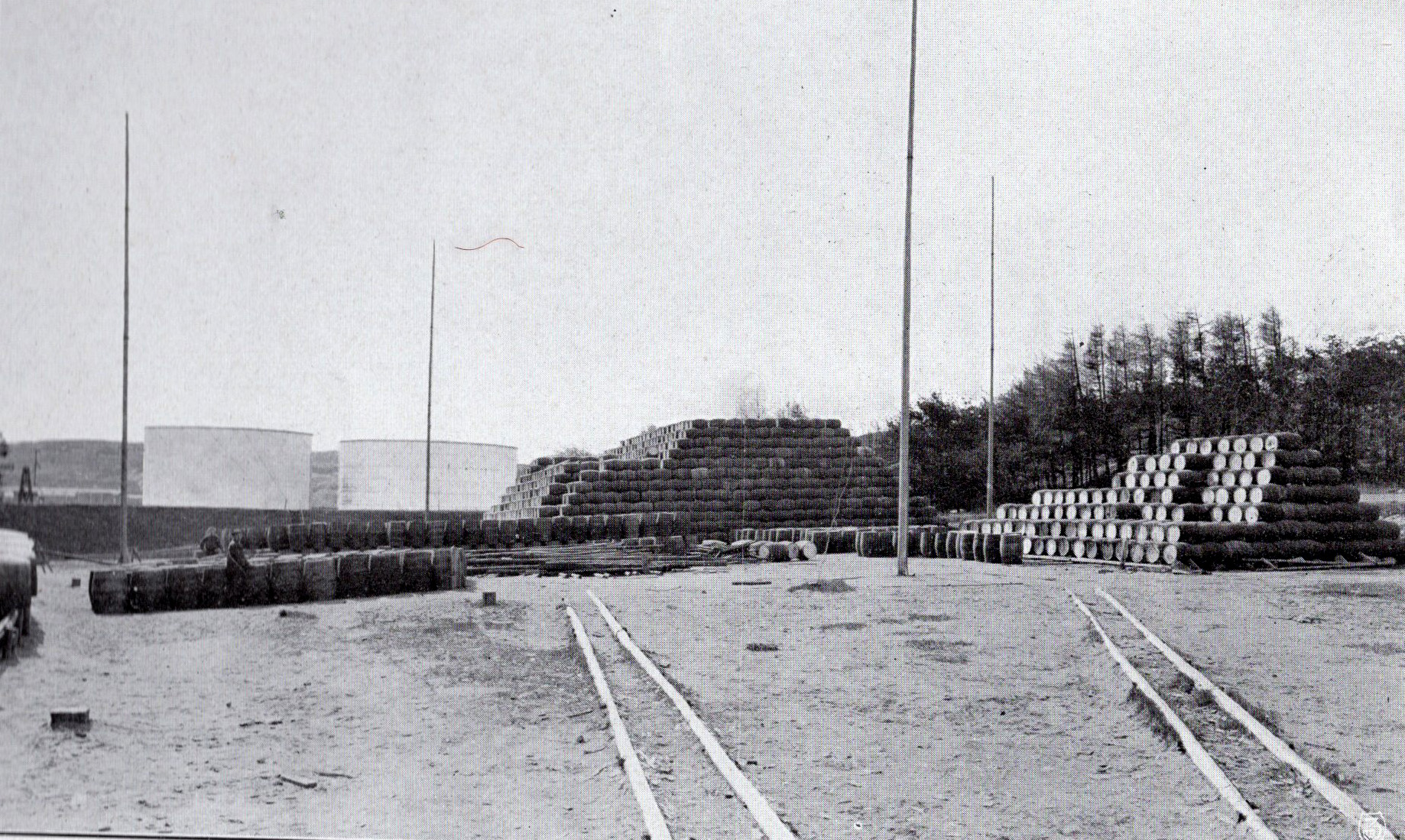
Tomfatslagret